# Hans Christian Andersen (film)
 For alternative betydninger, se Hans Christian Andersen (flertydig). (Se også artikler, som begynder med Hans Christian Andersen)
Hans Christian Andersen er en Hollywood-musicalfilm fra 1952, instrueret af Charles Vidor, med tekst og musik af Frank Loesser. Den blev produceret af Samuel Goldwyn Productions. Historien blev skrevet af Myles Connolly og omskrevet til manuskript af Moss Hart og Ben Hecht (ukrediteret). Historien er en fuldstændig fiktiv romantisk historie som omhandler livet af den berømte danske digter og historiefortæller H.C. Andersen. Titelrollen blev spillet af Danny Kaye. Filmen var en international succes ved dens udgivelse.
Filmen er på ingen måde en korrekt biografisk beskrivelse af H.C. Andersens virkelige liv. Filmens indledning beskriver da også filmen som værende "ikke en fortælling om hans liv, men et eventyr om hans fantastiske eventyr." En stor del af historien er fortalt gennem sang og ballet og omfatter mange af H.C. Andersens mest berømte eventyr som Den Grimme Ælling, Tommelise, Kejserens Nye Klæder og Den Lille Havfrue.
Filmen blev i 1974, af skuespilleren og sangeren Tommy Steele, sat op som teatermusicalen 'Hans Andersen' i London og findes også i en dansk oversættelse.
En studieindspilning af sangene fra filmen blev, kort efter filmens udgivelse, udgivet af Decca, med Danny Kaye, Jane Wyman, og et baggrundskor. Albummet indeholdte også to originale sange af Sylvia Fine lavet specifikt til albummet, "Uncle Pockets" og "There's a Hole at the Bottom of the Sea", samt Danny Kayes indtaling af to historier om Tubby the Tuba af Paul Tripp.

## Fjernsynsudsendelse
Filmen blev første gang udsendt på tv på den amerikanske tv-station ABC-TV i 1966. Da filmen inklusiv reklamer blev for lang til et to-timers-slot, og ABC ikke ønskede at klippe i filmen, blev filmen præsenteret af Victor Borge som vært så udsendelse blev strakt til to og en halv time. Victor Borge blev valgt særligt til opgaven pga. sin danske nationalitet som passede med H.C. Andersens.

## Medvirkende
| Skuespiller      | Rolle                                     |
| ---------------- | ----------------------------------------- |
| Danny Kaye       | Hans Christian Andersen                   |
| Farley Granger   | Niels                                     |
| Zizi Jeanmaire   | Doro                                      |
| Joseph Walsh     | Peter                                     |
| Philip Tonge     | Otto                                      |
| Erik Bruhn       | Hussaren i "Ice Skating Ballet"           |
| Roland Petit     | Prinsen i "The Little Mermaid"-balleten   |
| John Brown       | Skoleinspektør                            |
| John Qualen      | Borgmester                                |
| Jeanne Lafayette | Celine                                    |
| Robert Malcolm   | Dørmand                                   |
| George Chandler  | Gertas far                                |
| Fred Kelsey      | Gendarm 1                                 |
| Gil Perkins      | Gendarm 2                                 |
| Peter Votrian    | Lars                                      |
| Barrie Chase     | Ballerina i "The Little Mermaid"-balleten |
| Sylvia Lewis     | Ballerina i "The Little Mermaid"-balleten |

## Sange
Alle filmens sange med tekst og musik af Frank Loesser
- "The King's New Clothes"
- "Inchworm"
- "I'm Hans Christian Andersen"
- "Wonderful Copenhagen"
- "Thumbelina"
- "The Ugly Duckling"
- "Anywhere I Wander"
- "No Two People"

## Priser og nomineringer
Filmen blev nomineret til seks Oscars:
- Bedste dekoration (Richard Day, Antoni Clavé, Howard Bristol)
- Bedste fotografering
- Bedste kustumedesign
- Bedste filmmusik
- Bedste sang (Thumbelina)
- Bedste lyd (Gordon E. Sawyer)